# Йоган Фогель
Йоган Фогель (нім. Johann Vogel, нар. 8 березня 1977, Женева) — швейцарський футболіст, півзахисник.
Насамперед відомий виступами за клуби «Грассгоппер» та ПСВ, а також за національну збірну Швейцарії.
Триразовий чемпіон Швейцарії. Володар Кубка Швейцарії.

## Клубна кар'єра
Вихованець футбольної школи клубу «Мейрин».
У дорослому футболі дебютував 1992 року виступами за команду клубу «Грассгоппер», в якій провів сім сезонів, взявши участь у 133 матчах чемпіонату. За цей час тричі виборював титул чемпіона Швейцарії.
Своєю грою за цю команду привернув увагу представників тренерського штабу клубу ПСВ, до складу якого приєднався у 1999 році. Відіграв за команду з Ейндговена наступні шість сезонів своєї ігрової кар'єри. Більшість часу, проведеного у складі ПСВ, був основним гравцем команди.
Згодом з 2005 до 2009 року грав у складі команд клубів «Мілан», «Реал Бетіс» та «Блекберн Роверз».
До складу клубу «Грассгоппер» повернувся у 2012 році. Відіграв за команду з Цюриха три матчі в національному чемпіонаті, після чого 35-річний гравець вирішив завершити ігрову кар'єру.

## Виступи за збірну
1995 року дебютував в офіційних матчах у складі національної збірної Швейцарії. Наразі провів у формі головної команди країни 94 матчі, забивши 2 голи.
У складі збірної був учасником чемпіонату Європи 1996 року в Англії, чемпіонату Європи 2004 року у Португалії, чемпіонату світу 2006 року у Німеччині.

## Досягнення

### Командні
- Чемпіон Швейцарії (3):

«Грассгоппер»: 1994-95, 1995-96, 1997-98
- Володар Кубка Швейцарії (1):

«Грассгоппер»: 1993-94
- Чемпіон Нідерландів (4):

ПСВ: 1999-2000, 2000-01, 2002-03, 2004-05
- Володар Кубка Нідерландів (1):

ПСВ:  2004-05
- Володар Суперкубка Нідерландів (3):

ПСВ: 2000, 2001, 2003

### Особисті
2001 — Футболіст року в Нідерландах